# Лоренс (Пенсилванија)
Лоренс (енгл. Lawrence) насељено је место без административног статуса у америчкој савезној држави Пенсилванија.

## Демографија
По попису из 2010. године број становника је 540.
| Група             | 2000.    | 2010.       |
| Белци             | 0 (0,0%) | 484 (89,6%) |
| Афроамериканци    | 0 (0,0%) | 33 (6,1%)   |
| Азијати           | 0 (0,0%) | 5 (0,9%)    |
| Хиспаноамериканци | 0 (0,0%) | 2 (0,4%)    |
| Укупно            | 0        | 540         |